# Cot Leubeng
Cot Leubeng is een bestuurslaag in het regentschap Bireuen van de provincie Atjeh, Indonesië. Cot Leubeng telt 620 inwoners (volkstelling 2010).